# Hemicypris scytoda
Hemicypris scytoda är en kräftdjursart som först beskrevs av Dobbin 1941.  Hemicypris scytoda ingår i släktet Hemicypris och familjen Cyprididae. Inga underarter finns listade i Catalogue of Life.